# Großer Preis von Mexiko 2023
Der Große Preis von Mexiko 2023 (offiziell Formula 1 Gran Premio de la Ciudad de México 2023) fand am 29. Oktober auf dem Autódromo Hermanos Rodríguez in Mexiko-Stadt statt und war das 19. Rennen der Formel-1-Weltmeisterschaft 2023.

## Bericht

### Hintergründe
Seit dem Großen Preis von Katar stand Max Verstappen als Weltmeister fest, er führte nach dem Großen Preis der USA in der Fahrerwertung mit 226 Punkten vor Sergio Pérez und mit 265 Punkten vor Lewis Hamilton. In der Konstrukteurswertung stand Red Bull seit dem Großen Preis von Japan als Weltmeister fest, das Team führte mit 362 Punkten vor Mercedes und mit 384 Punkten vor Ferrari.
Pirelli stellte den Fahrern die Reifenmischungen C3 Hard (weiß), C4 Medium (gelb) und C5 Soft (rot) sowie Cinturato Intermediates (grün) und Cinturato Full-Wets (blau) für nasse Bedingungen zur Verfügung.
Nico Hülkenberg bestritt seinen 200. Grand Prix. Charles Leclerc fuhr sein 100. Rennen für Ferrari.
Lance Stroll (sieben), Pérez (fünf), Hamilton, George Russell, Daniel Ricciardo, Logan Sargeant (jeweils vier), Pierre Gasly, Hülkenberg, Yuki Tsunoda (jeweils drei), Verstappen, Carlos Sainz jr., Lando Norris, Fernando Alonso, Zhou Guanyu (jeweils zwei) und Alexander Albon (einer) gingen mit Strafpunkten ins Wochenende.
Mit Verstappen (viermal) und Hamilton (zweimal) traten zwei ehemalige Sieger zu diesem Grand Prix an.
Als Rennkommissare für dieses Rennwochenende fungierten Garry Connelly (AUS), Matteo Perini (ITA), Danny Sullivan (USA) und Alfonso Oros (MEX).

### Training
Es war das vorletzte Rennwochenende, bei dem Young Driver-Einsätze für die Teams in Frage kamen, da sich São Paulo als Sprintwochenende und Las Vegas als neuer Grand Prix nicht für Rookie-Einsätze eigneten. Daher setzte die Hälfte der Teams an diesem Rennwochenende für die erste Trainingssession einen Young Driver ein. Bei Mercedes übernahm Frederik Vesti ein Cockpit. Jack Doohan absolvierte das Training für Alpine, Alfa Romeo setzte Théo Pourchaire ein, Isack Hadjar trat für AlphaTauri an und Oliver Bearman bekam einen Trainingseinsatz bei Haas. Für Bearman, Vesti und Hadjar war diese Trainingssession ihr Debüt an einem Formel-1-Wochenende. Lediglich Ferrari und Aston Martin, die bereits jeweils einen Rookie einsetzten, McLaren und Williams, die in dieser Saison jeweils einen Rookie als Stammpiloten einsetzen, und Red Bull, die schon bestätigt haben, dass beide Rookies in Abu Dhabi zum Einsatz kommen, bestritten das erste freie Training mit ihren Stammpiloten.
Im ersten freien Training war Verstappen mit einer Zeit von 1:19,718 Minuten Schnellster vor Albon und Pérez.
Im zweiten freien Training fuhr Verstappen mit 1:18,686 Minuten die schnellste Zeit vor Norris und Leclerc.
Im dritten und freien Training war Verstappen mit einer Zeit von 1:19,718 Minuten Schnellster vor Albon und Pérez.

### Qualifying
Das Qualifying bestand aus drei Teilen mit einer Nettolaufzeit von 45 Minuten. Im ersten Qualifying-Segment (Q1) hatten die Fahrer 18 Minuten Zeit, um sich für das Rennen zu qualifizieren. Alle Fahrer, die im ersten Abschnitt eine Zeit erzielten, die maximal 107 Prozent der schnellsten Rundenzeit betrug, qualifizierten sich für den Grand Prix. Die besten 15 Fahrer erreichten den nächsten Qualifikationsabschnitt. Verstappen war Schnellster. Esteban Ocon, Kevin Magnussen, Stroll, Norris und Sargeant schieden aus. Sargeant konnte keine Zeit setzen, da er die Streckenbegrenzung missachtet hatte.
Der zweite Abschnitt (Q2) dauerte 15 Minuten. Die schnellsten zehn Piloten qualifizierten sich für den dritten Teil des Qualifyings. Hamilton war Schnellster. Gasly, Hülkenberg, Alonso, Albon und Tsunoda schieden aus. Albons Zeit hätte für das Weiterkommen in den letzten Qualifyingabschnitt (Q3) gereicht, aber diese wurde aufgrund der Überschreitung der Streckenbegrenzung gestrichen.
Der letzte Abschnitt (Q3) ging über eine Zeit von zwölf Minuten, in denen die ersten zehn Startpositionen vergeben wurden. Leclerc erzielte mit einer Zeit von 1:17,166 Minuten die Bestzeit vor Sainz jr. und Verstappen. Für Leclerc war es die 22. Pole-Position seiner Karriere.
Tsunoda erhielt für den Austausch von Teilen an seinem Wagen eine Startplatzstrafe von zehn Plätzen, Sargeant, der keine Zeit setzte und sich somit nicht qualifizierte, durfte trotzdem zum Rennen starten, erhielt jedoch wegen Überholens unter gelben Flaggen ebenfalls eine Startplatzstrafe von zehn Plätzen. Strolls Auto wurde unter Parc-fermé-Bedingungen umgebaut, somit startete Tsunoda anstatt von Platz 15 von Platz 18, Sargeant statt von Platz 20 von Platz 19 und Stroll verlor seinen 18. Startplatz und startete aus der Boxengasse.

### Rennen
Direkt am Start kam Verstappen an Leclerc heran, die beiden Piloten fuhren Seite an Seite auf die erste Kurve zu. Pérez, der einen guten Start erwischte, ging direkt an Ricciardo und Sainz jr. vorbei und konnte sich vor Kurve 1 auf der Außenlinie neben Leclerc setzen, lenkte jedoch zu früh ein und kollidierte mit Leclercs Ferrari, wobei er in die Luft geworfen wurde und sich einen Schaden an seinem Seitenkasten zuzog. Er konnte die Runde noch zu Ende und an die Box fahren, musste das Rennen jedoch direkt aufgeben. Es war das erste Mal seit 2018, dass Pérez bei seinem Heimrennen ausschied. An Leclercs Wagen war nur der Frontflügel beschädigt, die linke Endplatte war gebrochen und hing noch eine Weile am Flügel, bevor diese kurze Zeit später abfiel. Verstappen kontrollierte das Rennen an der Spitze, dahinter folgten die beiden Ferrari von Leclerc und Sainz jr., und dahinter Ricciardo, der sich zunächst gegen den Mercedes von Hamilton behaupten konnte. In Runde 11 ging dieser dann an Ricciardo vorbei.
Das Rennen war von strategischen Entscheidungen geprägt. So war der führende Verstappen auf einer klaren Zweistoppstrategie unterwegs, während Fahrer hinter ihm, darunter die beiden Ferrari und Mercedes, versuchten, mit einer Einstoppstrategie durch das Rennen zu kommen. Hamilton konnte dabei Sainz jr. undercutten und ging so an ihm vorbei.
In Runde 33 verunfallte Magnussen schwer in Kurve 8. Die Bremsen an seinem linken Hinterrad überhitzten, wodurch die Spurstange brach und der Wagen sich in die Barriere drehte. Er wurde ins Medical Center gebracht, blieb aber unverletzt. Die Rennleitung schickte zunächst das Safety-Car auf die Strecke und unterbrach zwei Runden später das Rennen mit der roten Flagge, um Reparaturen an der Barriere vornehmen zu können. Nachdem diese abgeschlossen waren, wurde das Rennen mit einem stehenden Restart wieder freigegeben.
Verstappen gewann den Rennstart deutlich, Leclerc dahinter wurde direkt von Hamilton unter Druck gesetzt, konnte seinen zweiten Platz jedoch zunächst verteidigen. In Runde 40 kam Hamilton dann vorbei. In Runde 49 kollidierte Tsunoda mit Oscar Piastri, welchen er versuchte zu überholen. Zu diesem Zeitpunkt in den Punkterängen unterwegs, drehte sich Tsunoda dabei von der Strecke und fiel auf den sechzehnten Rang zurück. Norris, der von Rang 17 startete, arbeitete sich über das ganze Rennen hinweg durch das Feld und war in derselben Runde durch Tsunodas Dreher bis auf Rang 8 hinter Teamkollege Piastri gekommen, der ihn in Runde 56 nach Stallorder passieren ließ. Ihm gelang es anschließend auch noch den davorliegenden Ricciardo zu überholen und er nahm die Verfolgung vom fünftplatzierten Russell auf, den er in Runde 67 ebenfalls überholte.
Verstappen gewann das Rennen schließlich vor Hamilton und Leclerc. Es war Verstappens 51. Rennsieg, womit er mit Alain Prost gleichzog. Gleichzeitig überbot er mit seinem 16. Rennsieg der Saison seinen eigenen Rekord aus der Vorsaison. Die restlichen Punkteplatzierungen belegten Sainz jr., Norris, Russell, Ricciardo, Piastri, Albon und Ocon. Ricciardo erzielte mit seinem siebten Platz das bisher beste Saisonergebnis für AlphaTauri. Hamilton fuhr die schnellste Rennrunde und erhielt einen zusätzlichen Punkt.
In der Fahrer- und Konstrukteursmeisterschaft blieben die ersten drei Positionen unverändert.

## Meldeliste
| Team                                  | Nr. | Fahrer           | Chassis                           | Motor                             | Reifen |
| ------------------------------------- | --- | ---------------- | --------------------------------- | --------------------------------- | ------ |
| Oracle Red Bull Racing                | 01  | Max Verstappen   | Red Bull Racing RB19              | Honda RBPTH001                    | P      |
| Oracle Red Bull Racing                | 11  | Sergio Pérez     | Red Bull Racing RB19              | Honda RBPTH001                    | P      |
| Scuderia Ferrari                      | 16  | Charles Leclerc  | Ferrari SF-23                     | Ferrari 066/10                    | P      |
| Scuderia Ferrari                      | 55  | Carlos Sainz jr. | Ferrari SF-23                     | Ferrari 066/10                    | P      |
| Mercedes-AMG Petronas F1 Team         | 63  | George Russell   | Mercedes-AMG F1 W14 E Performance | Mercedes-AMG F1 M14 E Performance | P      |
| Mercedes-AMG Petronas F1 Team         | 44  | Lewis Hamilton   | Mercedes-AMG F1 W14 E Performance | Mercedes-AMG F1 M14 E Performance | P      |
| Mercedes-AMG Petronas F1 Team         | 42  | Frederik Vesti   | Mercedes-AMG F1 W14 E Performance | Mercedes-AMG F1 M14 E Performance | P      |
| BWT Alpine F1 Team                    | 31  | Esteban Ocon     | Alpine A523                       | Renault E-Tech RE23               | P      |
| BWT Alpine F1 Team                    | 10  | Pierre Gasly     | Alpine A523                       | Renault E-Tech RE23               | P      |
| BWT Alpine F1 Team                    | 61  | Jack Doohan      | Alpine A523                       | Renault E-Tech RE23               | P      |
| McLaren F1 Team                       | 81  | Oscar Piastri    | McLaren MCL60                     | Mercedes-AMG F1 M14 E Performance | P      |
| McLaren F1 Team                       | 04  | Lando Norris     | McLaren MCL60                     | Mercedes-AMG F1 M14 E Performance | P      |
| Alfa Romeo F1 Team Stake              | 77  | Valtteri Bottas  | Alfa Romeo C43                    | Ferrari 066/10                    | P      |
| Alfa Romeo F1 Team Stake              | 24  | Zhou Guanyu      | Alfa Romeo C43                    | Ferrari 066/10                    | P      |
| Alfa Romeo F1 Team Stake              | 98  | Théo Pourchaire  | Alfa Romeo C43                    | Ferrari 066/10                    | P      |
| Aston Martin Aramco Cognizant F1 Team | 18  | Lance Stroll     | Aston Martin AMR23                | Mercedes-AMG F1 M14 E Performance | P      |
| Aston Martin Aramco Cognizant F1 Team | 14  | Fernando Alonso  | Aston Martin AMR23                | Mercedes-AMG F1 M14 E Performance | P      |
| MoneyGram Haas F1 Team                | 20  | Kevin Magnussen  | Haas VF-23                        | Ferrari 066/10                    | P      |
| MoneyGram Haas F1 Team                | 27  | Nico Hülkenberg  | Haas VF-23                        | Ferrari 066/10                    | P      |
| MoneyGram Haas F1 Team                | 50  | Oliver Bearman   | Haas VF-23                        | Ferrari 066/10                    | P      |
| Scuderia AlphaTauri                   | 03  | Daniel Ricciardo | AlphaTauri AT04                   | Honda RBPTH001                    | P      |
| Scuderia AlphaTauri                   | 22  | Yuki Tsunoda     | AlphaTauri AT04                   | Honda RBPTH001                    | P      |
| Scuderia AlphaTauri                   | 41  | Isack Hadjar     | AlphaTauri AT04                   | Honda RBPTH001                    | P      |
| Williams Racing                       | 23  | Alexander Albon  | Williams FW45                     | Mercedes-AMG F1 M14 E Performance | P      |
| Williams Racing                       | 02  | Logan Sargeant   | Williams FW45                     | Mercedes-AMG F1 M14 E Performance | P      |

Anmerkungen
1. 1 2  Der Mercedes mit der Startnummer 42 wurde im ersten freien Training für Vesti eingesetzt. Russell übernahm das Fahrzeug anschließend für das restliche Rennwochenende mit seiner Startnummer 63.
2. 1 2  Der Alpine mit der Startnummer 61 wurde im ersten freien Training für Doohan eingesetzt. Gasly übernahm das Fahrzeug anschließend für das restliche Rennwochenende mit seiner Startnummer 10.
3. 1 2  Der Alfa Romeo mit der Startnummer 98 wurde im ersten freien Training für Pourchaire eingesetzt. Bottas übernahm das Fahrzeug anschließend für das restliche Rennwochenende mit seiner Startnummer 77.
4. 1 2  Der Haas mit der Startnummer 50 wurde im ersten freien Training für Bearman eingesetzt. Magnussen übernahm das Fahrzeug anschließend für das restliche Rennwochenende mit seiner Startnummer 20.
5. 1 2  Der AlphaTauri mit der Startnummer 41 wurde im ersten freien Training für Hadjar eingesetzt. Tsunoda übernahm das Fahrzeug anschließend für das restliche Rennwochenende mit seiner Startnummer 22.

## Klassifikationen

### Qualifying
| Pos.                                                                      | Fahrer           | Konstrukteur                 | Q1         | Q2         | Q3       | Start |
| ------------------------------------------------------------------------- | ---------------- | ---------------------------- | ---------- | ---------- | -------- | ----- |
| 01                                                                        | Charles Leclerc  | Ferrari                      | 1:18,401   | 1:17,901   | 1:17,166 | 01    |
| 02                                                                        | Carlos Sainz jr. | Ferrari                      | 1:18,755   | 1:18,382   | 1:17,233 | 02    |
| 03                                                                        | Max Verstappen   | Red Bull Racing-Honda RBPT   | 1:18,099   | 1:17,625   | 1:17,263 | 03    |
| 04                                                                        | Daniel Ricciardo | AlphaTauri-Honda RBPT        | 1:18,341   | 1:17,706   | 1:17,382 | 04    |
| 05                                                                        | Sergio Pérez     | Red Bull Racing-Honda RBPT   | 1:18,553   | 1:18,124   | 1:17,423 | 05    |
| 06                                                                        | Lewis Hamilton   | Mercedes                     | 1:18,677   | 1:17,571   | 1:17,454 | 06    |
| 07                                                                        | Oscar Piastri    | McLaren-Mercedes             | 1:18,241   | 1:17,874   | 1:17,623 | 07    |
| 08                                                                        | George Russell   | Mercedes                     | 1:18,893   | 1:17,673   | 1:17,674 | 08    |
| 09                                                                        | Valtteri Bottas  | Alfa Romeo-Ferrari           | 1:18,429   | 1:18,016   | 1:18,032 | 09    |
| 10                                                                        | Zhou Guanyu      | Alfa Romeo-Ferrari           | 1:19,016   | 1:18,440   | 1:18,050 | 10    |
| 11                                                                        | Pierre Gasly     | Alpine-Renault               | 1:18,945   | 1:18,521   | –        | 11    |
| 12                                                                        | Nico Hülkenberg  | Haas-Ferrari                 | 1:18,969   | 1:18,524   | –        | 12    |
| 13                                                                        | Fernando Alonso  | Aston Martin Aramco-Mercedes | 1:18,848   | 1:18,738   | –        | 13    |
| 14                                                                        | Alexander Albon  | Williams-Mercedes            | 1:18,828   | 1:19,147   | –        | 14    |
| 15                                                                        | Yuki Tsunoda     | AlphaTauri-Honda RBPT        | 1:18,890   | keine Zeit | –        | 18    |
| 16                                                                        | Esteban Ocon     | Alpine-Renault               | 1:19,080   | –          | –        | 15    |
| 17                                                                        | Kevin Magnussen  | Haas-Ferrari                 | 1:19,163   | –          | –        | 16    |
| 18                                                                        | Lance Stroll     | Aston Martin Aramco-Mercedes | 1:19,227   | –          | –        | Box   |
| 19                                                                        | Lando Norris     | McLaren-Mercedes             | 1:21,554   | –          | –        | 17    |
| 107-Prozent-Zeit: 1:23,565 min (bezogen auf Q1-Bestzeit von 1:18,099 min) |                  |                              |            |            |          |       |
| 20                                                                        | Logan Sargeant   | Williams-Mercedes            | keine Zeit | –          | –        | 19    |

Anmerkungen
1. ↑  Tsunoda erhielt aufgrund des Austausches mehrerer Teile eine Startplatzstrafe von zehn Plätzen.
2. ↑  Stroll musste das Rennen aus der Boxengasse starten, da an seinem Auto Arbeiten vorgenommen wurden, während es unter Parc-fermé-Bedingungen stand.
3. ↑  Sargeant konnte keine Zeit im Qualifying setzen. Ihm wurde allerdings erlaubt zu starten, da er im freien Training ausreichend schnell gefahren war. Aufgrund des Überholens unter gelber Flagge erhielt er zudem eine Startplatzstrafe von zehn Plätzen. Jedoch wirkte diese Strafe nichts an seiner Startposition aus, da er bereits auf der letzten Position starten sollte.

### Rennen
| Pos.                                                            | Fahrer           | Konstrukteur                 | Runden | Stopps | Zeit        | Start | Schnellste Rennrunde |
| --------------------------------------------------------------- | ---------------- | ---------------------------- | ------ | ------ | ----------- | ----- | -------------------- |
| 01                                                              | Max Verstappen   | Red Bull Racing-Honda RBPT   | 71     | 2      | 2:02:30,814 | 03    | 1:21,644 (40.)       |
| 02                                                              | Lewis Hamilton   | Mercedes                     | 71     | 2      | + 13,875    | 06    | 1:21,334 (71.)       |
| 03                                                              | Charles Leclerc  | Ferrari                      | 71     | 1      | + 23,124    | 01    | 1:22,332 (38.)       |
| 04                                                              | Carlos Sainz jr. | Ferrari                      | 71     | 1      | + 27,154    | 02    | 1:22,539 (57.)       |
| 05                                                              | Lando Norris     | McLaren-Mercedes             | 71     | 2      | + 33,266    | 17    | 1:21,944 (71.)       |
| 06                                                              | George Russell   | Mercedes                     | 71     | 2      | + 41,020    | 08    | 1:22,780 (38.)       |
| 07                                                              | Daniel Ricciardo | AlphaTauri-Honda RBPT        | 71     | 1      | + 41,570    | 04    | 1:22,679 (66.)       |
| 08                                                              | Oscar Piastri    | McLaren-Mercedes             | 71     | 2      | + 43,104    | 07    | 1:22,760 (53.)       |
| 09                                                              | Alexander Albon  | Williams-Mercedes            | 71     | 1      | + 48,573    | 14    | 1:22,773 (65.)       |
| 10                                                              | Esteban Ocon     | Alpine-Renault               | 71     | 1      | + 1:02,879  | 15    | 1:22,976 (66.)       |
| 11                                                              | Pierre Gasly     | Alpine-Renault               | 71     | 1      | + 1:06,208  | 11    | 1:23,230 (43.)       |
| 12                                                              | Yuki Tsunoda     | AlphaTauri-Honda RBPT        | 71     | 2      | + 1:18,982  | 18    | 1:22,501 (11.)       |
| 13                                                              | Nico Hülkenberg  | Haas-Ferrari                 | 71     | 2      | + 1:20,309  | 12    | 1:23,222 (43.)       |
| 14                                                              | Zhou Guanyu      | Alfa Romeo-Ferrari           | 71     | 1      | + 1:21,676  | 10    | 1:23,567 (39.)       |
| 15                                                              | Valtteri Bottas  | Alfa Romeo-Ferrari           | 71     | 1      | + 1:25,597  | 09    | 1:23,166 (43.)       |
| 16                                                              | Logan Sargeant   | Williams-Mercedes            | 70     | 2      | DNF         | 19    | 1:23,003 (24.)       |
| 17                                                              | Lance Stroll     | Aston Martin Aramco-Mercedes | 66     | 1      | DNF         | Box   | 1:23,257 (43.)       |
| –                                                               | Fernando Alonso  | Aston Martin Aramco-Mercedes | 47     | 1      | DNF         | 13    | 1:23,531 (40.)       |
| –                                                               | Kevin Magnussen  | Haas-Ferrari                 | 31     | 1      | DNF         | 16    | 1:23,146 (25.)       |
| –                                                               | Sergio Pérez     | Red Bull Racing-Honda RBPT   | 1      | 0      | DNF         | 05    | –                    |
| Fahrer des Tages: Lando Norris (29,5 % der abgegebenen Stimmen) |                  |                              |        |        |             |       |                      |

Anmerkungen
1. ↑  Bottas erhielt für eine Kollision mit Stroll eine Fünf-Sekunden-Zeitstrafe. Er fiel dadurch vom 14. auf dem 15. Platz.

## WM-Stände nach dem Rennen
Die ersten zehn des Rennens bekamen 25, 18, 15, 12, 10, 8, 6, 4, 2 bzw. 1 Punkt(e). Zusätzlich wurde ein Punkt für die schnellste Rennrunde vergeben, wenn der betreffende Fahrer unter den ersten Zehn ins Ziel kam.

### Fahrerwertung
| Pos. | Fahrer           | Konstrukteur                 | Punkte |
| ---- | ---------------- | ---------------------------- | ------ |
| 1    | Max Verstappen   | Red Bull Racing-Honda RBPT   | 491    |
| 2    | Sergio Pérez     | Red Bull Racing-Honda RBPT   | 240    |
| 3    | Lewis Hamilton   | Mercedes                     | 220    |
| 4    | Fernando Alonso  | Aston Martin Aramco-Mercedes | 183    |
| 5    | Carlos Sainz jr. | Ferrari                      | 183    |
| 6    | Lando Norris     | McLaren-Mercedes             | 169    |
| 7    | Charles Leclerc  | Ferrari                      | 166    |
| 8    | George Russell   | Mercedes                     | 151    |
| 9    | Oscar Piastri    | McLaren-Mercedes             | 87     |
| 10   | Pierre Gasly     | Alpine-Renault               | 56     |
| 11   | Lance Stroll     | Aston Martin Aramco-Mercedes | 53     |

| Pos. | Fahrer           | Konstrukteur          | Punkte |
| ---- | ---------------- | --------------------- | ------ |
| 12   | Esteban Ocon     | Alpine-Renault        | 45     |
| 13   | Alexander Albon  | Williams-Mercedes     | 27     |
| 14   | Valtteri Bottas  | Alfa Romeo-Ferrari    | 10     |
| 15   | Nico Hülkenberg  | Haas-Ferrari          | 9      |
| 16   | Yuki Tsunoda     | AlphaTauri-Honda RBPT | 8      |
| 17   | Daniel Ricciardo | AlphaTauri-Honda RBPT | 6      |
| 18   | Zhou Guanyu      | Alfa Romeo-Ferrari    | 6      |
| 19   | Kevin Magnussen  | Haas-Ferrari          | 3      |
| 20   | Liam Lawson      | AlphaTauri-Honda RBPT | 2      |
| 21   | Logan Sargeant   | Williams-Mercedes     | 1      |
| 22   | Nyck de Vries    | AlphaTauri-Honda RBPT | 0      |

### Konstrukteurswertung
| Pos. | Konstrukteur                 | Punkte |
| ---- | ---------------------------- | ------ |
| 01   | Red Bull Racing-Honda RBPT   | 731    |
| 02   | Mercedes                     | 371    |
| 03   | Ferrari                      | 349    |
| 04   | McLaren-Mercedes             | 256    |
| 05   | Aston Martin Aramco-Mercedes | 236    |

| Pos. | Konstrukteur          | Punkte |
| ---- | --------------------- | ------ |
| 06   | Alpine-Renault        | 101    |
| 07   | Williams-Mercedes     | 28     |
| 08   | AlphaTauri-Honda RBPT | 16     |
| 09   | Alfa Romeo-Ferrari    | 16     |
| 010  | Haas-Ferrari          | 12     |